# Miguel Tenorio de Castilla
Miguel Tenorio de Castilla   (Almonaster la Real, 8 d'agost de 1818 - 11 de desembre de 1916) va ser un polític espanyol. Va ser favorit i secretari particular de la reina Isabel II d'Espanya durant set anys.

## Biografia
Miguel Tenorio va exercir múltiples càrrecs al servei de l'administració pública i política d'Espanya, tals com: diputat pels districtes d'Aracena i la Palma del Condado a les eleccions generals espanyoles de 1876 i 1879 pel Partit Conservador cònsol general i comissionat reial a Jerusalem (1856), ministre plenipotenciari a Berlín (1867), senador en la legislatura 1884-1885 per la província de Balears, governador civil de diverses províncies (entre altres Màlaga, Barcelona, Zaragoza, Cadis), i secretari personal de la Reina Isabel II d'Espanya, qui el va integrar en dues comissions de treball: la de Pressupostos i Comptabilitat Provincial i la Comissió Parlamentària d'Etiqueta per l'aniversari de la Reina.
Brillant universitari, llicenciat en lleis, poeta i periodista, va ser diverses vegades governador civil, diplomàtic (destinat a Prússia, Palestina i uns altres) i Secretari molt particular de la reina Isabel II d'Espanya, des de 1859 fins a 1864, en què O'Donnell el va apartar de la cort.
Alguns historiadors manifesten que va ser el pare dels següents fills de Isabel II d'Espanya: Pilar, Pau i Eulàlia d'Espanya.
La revolució de 1868 que va posar fi al regnat d'Isabel II després de la batalla d'Alcolea va fer que s'exiliés al costat de la infanta Maria de la Pau d'Espanya, semblanquinada que filla biològica seva; moriren tots dos a l'exili a Alemanya.

## Obres
- Memoria sobre la enfermedad de la vid de esta provincia de Málaga: Excrita de orden del Excmo. Sr. Gobernador civil de la misma D. Miguel Tenorio de Castilla Escrito por Jacinto José Montells y Nadal, Miguel Tenorio de Castilla. Publicado por Imprenta de D. B. Villa, 1852, Málaga.
- Boletín de la revista general de legislación y jurisprudencia: Periódico oficial del Ilustre Colegio de Abogados de Madrid. Publicado por Revista de legislación, 1871. Notas sobre el artículo: 36 (1871) escrito por D. Miguel Tenorio de Castilla.
- La Lira Andaluza: Colección de poesías contemporáneas.Escrito por Miguel Tenorio. Publicado por El Sevillano, 1838. Sevilla.
- Revista española de ambos mundos. Publicado por Est. tip. de Mellado, 1854 Madrid. Notas sobre el artículo: v.2 escrito por D. Miguel Tenorio de Castilla.
- Gaceta del Notariado español. Publicado por Centro del Notariado, 1854, Madrid. Notas sobre el artículo: 3 (1854) escrito por Miguel Tenorio de Castilla.
- Revista de archivos, bibliotecas y museos. Escrito por Cuerpo Facultativo de Archiveros, Bibliotecarios y Arqueólogos (Madrid, España). Publicado por editores, 1907. Madrid. Notas sobre el artículo: ser.3 v.17 1907.

## Ordes i càrrecs

### Ordes
- 1859:  Cavaller gran greu de l'Orde de Sant Joan de Jerusalem (vulgo Malta)[5]
- Orde de Carles III
  - 1867:  Cavaller Gran Creu de l'Orde de Carles III.[5]
  -  Comanador de l'Orde de Carles III.[6]
- 1854:  Cavaller gran Creu de l'Orde d'Isabel la Catòlica.[5][6]
- 1853:  Cavaller Mestrant de la Real Maestranza de Caballería de Ronda.[5][6]

### Càrrecs
- 1843: Cap Polític de la província de Huelva.[7]
- 1847: Cap Polític de la província de Castelló de la Plana.[7]
- 1847: Cap Polític de la província de Toledo.[7]
- 1847: Cap Polític de la província de Còrdova.[7]
- 1848: Cap Polític de la província de Màlaga.[7]
- 13 d'agost de 1848} - 18 de setembre de 1848: President de la Diputació Provincial de Saragossa.[7]
- 1848: Cap Polític de la província de Barcelona.[7]
- 1849: Governador de la província de Jaén.[7]
- 1850: Governador de la província de Cadis.[7]
- 21 de juny de 1851 - 17 de març de 1852: Governador en comissió de la província d'Alacant.[7]
- 17 de març de 1852: Governador de la província de Màlaga.[7]
- En 1852 va tornar com a Governador a Cadis i en el mateix any torna novament com a Governador a Màlaga.[7]
- 14 de juny de 1853 - 16 d'abril de 1854: President de la Diputació Provincial de Saragossa.
- 1854: Gentilhombre de Càmera de La seva Majestat.[5]